# Relief des Amazones
Le Relief des Amazones est un fragment sculpté conservé au musée Saint-Raymond de Toulouse, trouvé dans cette ville et datant probablement du Haut-Empire romain.

## Historique de l'œuvre
Ce morceau fait partie d'un ensemble de fragments, retrouvés au XVIIe siècle dans le lit de la Garonne au niveau de la chaussée du Bazacle à Toulouse à l'occasion d'une forte décrue. Ils proviendraient de la démolition d'édifices antiques et auraient été réemployés au XIIe siècle pour l'aménagement de la chaussée. 
Ce relief a probablement fait partie d'un monument. Il fut tout d'abord attribué à un temple dédié à Minerve, jusqu'à ce que Michel Labrousse émette l'hypothèse du décor d'un grand autel. Aujourd'hui on y voit plutôt un élément d'un grand monument funéraire, le thème des Amazones pouvant évoquer le passage de la vie à la mort.  
Un autre fragment découvert en 1863 sur la prairie des Filtres, conservé au musée Saint-Raymond, pourrait avoir appartenu à ce même monument : un bloc sculpté portant une inscription funéraire et les traces de pieds d'une statue qui devait le surmonter (inv. Ra15). 

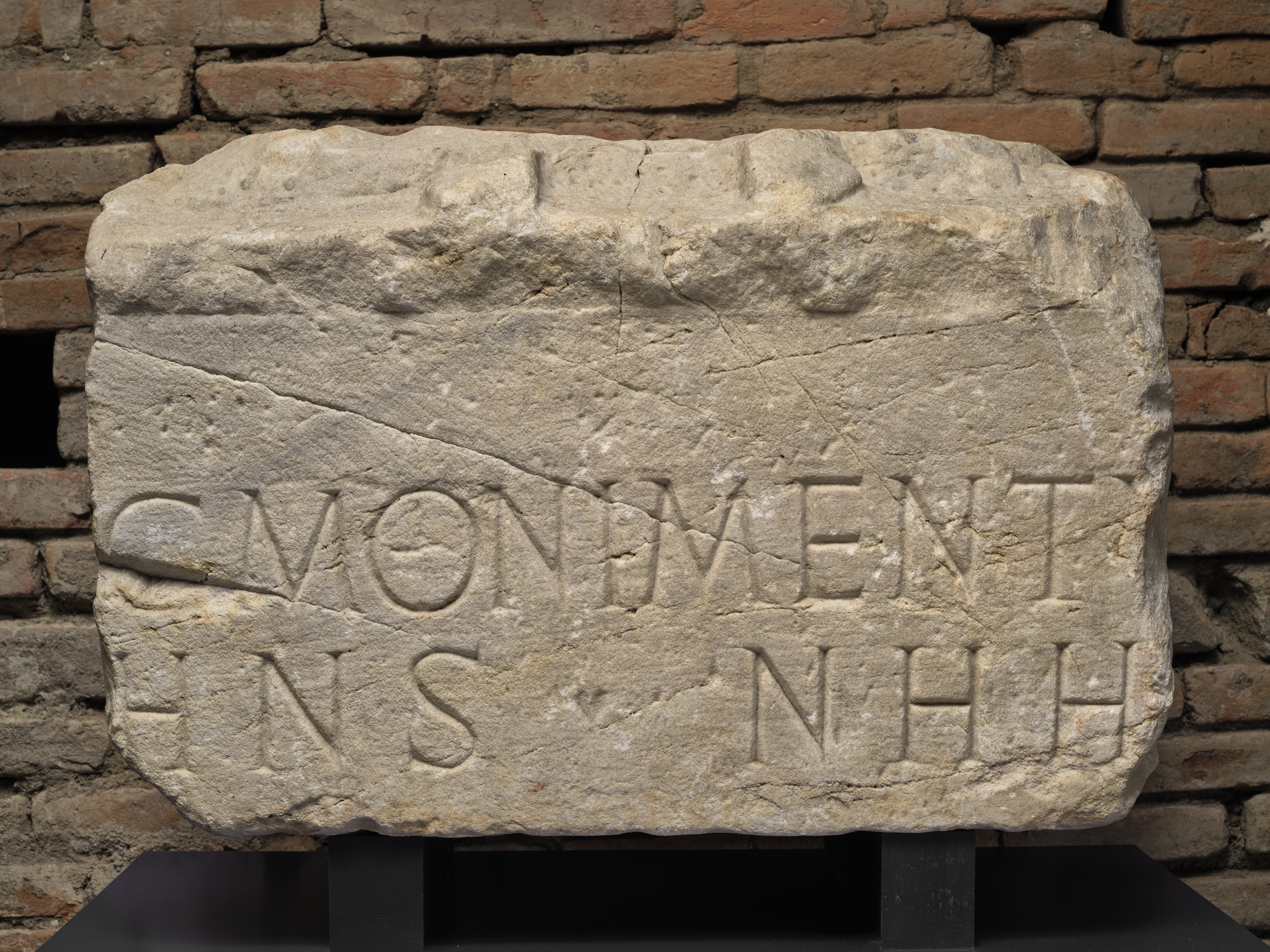
Base de statue portant une inscription (inv. Ra 15)

À la suite de leur découverte en 1609, ces blocs architecturaux ont été prélevés pour servir à la construction du quai surplombant la prairie des Filtres. Jean-Pierre Rivalz, lors d'une visite sur le chantier, se fit donner, certains blocs, parmi lesquels le relief des Amazones, par le Syndic de la ville Germain de Lafaille, pour les disposer dans son jardin,. 

Le Relief dans le jardin du Chevalier Rivalz

« Ces quatre différents morceaux de sculpture, trouvés dans la Garonne, entre le pont et la chaussée du Basacle, furent donnés à J.-Pierre Rivalz, mon grand-père, par M. de la Faille, auteur des Annales de Toulouse, qui lui dit qu'en 1609 la chaussée du Basacle ayant rompu, on découvrit dans le lit de la rivière les ruines d'un très grand édifice, colonnes, corniches, bas-reliefs, chapiteaux, frises chargées d'ornements... Jean-Pierre Rivalz apprit du même que les fondements de la muraille du quai qui va du pont jusqu'à la porte de Muret, avoient été faits avec tous ces blocs de marbre trouvés dans la Garonne. »

— Chevalier Rivalz, Différents morceaux antiques que l'on voit à Toulouse chez M. Rivalz, professeur de l'Académie royale des arts

## Description
Ce bloc, en marbre gris à gros cristaux, faisait partie d'un ensemble d'au moins trois éléments semblables à celui-ci pour évoquer l'intégralité de la scène dont les personnages sont représentés quasiment grandeur nature. 
Il représente trois figures, deux Amazones et un homme. À droite, la première Amazone est représentée en buste, la tête mutilée, portant un chiton découvrant son sein droit. Son bras gauche semble tenir élevé un bouclier-pelte tandis que sa main droite tenait probablement une épée de style grec.

L'Amazone se trouvant dans la partie gauche porte également un chiton dont le drapé semble en mouvement. Elle terrasse un homme vêtu d'une chlamyde dont la tête endommagée devait être représentée de profil. L'Amazone tenait probablement une arme dans sa main droite levée, prête à frapper son ennemi. 

Eaux-fortes par Germain Chambert dans Alexandre Du Mège, Monumens religieux des Volces-Tectosages (1814)
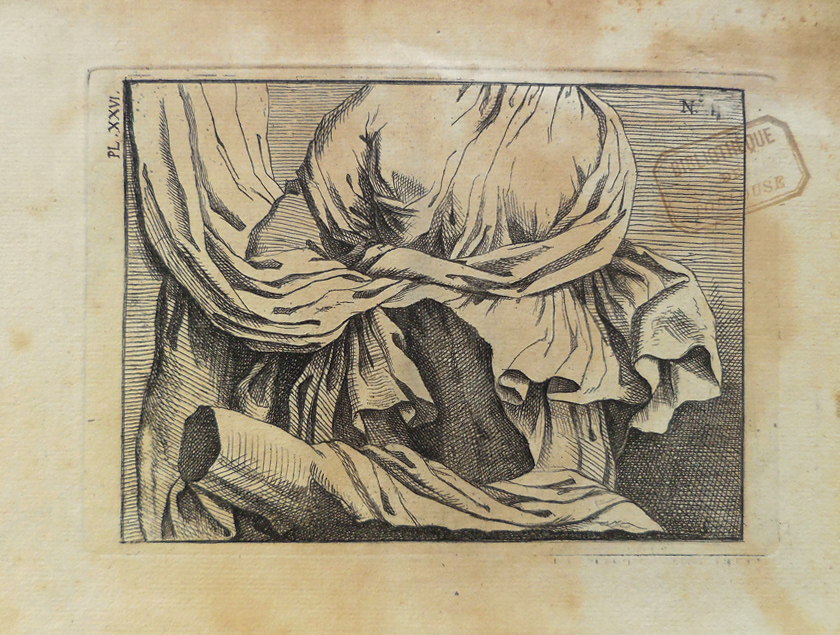
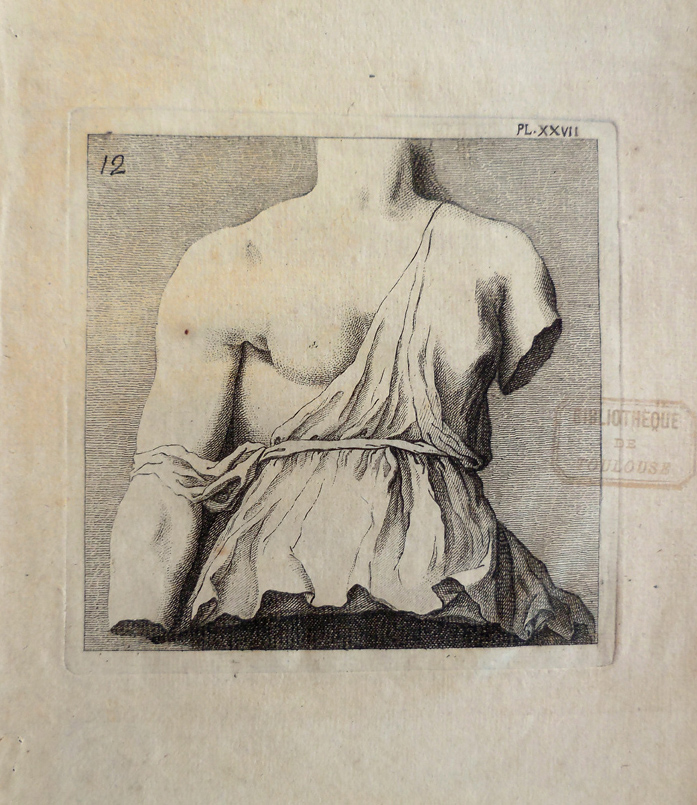

Les figures sculptées en haut-relief se détachent du fond plat par le biais d'une cernure creusée dans le marbre. 
Cette sculpture d'époque romaine reprend un thème fréquent dans la sculpture grecque classique de l'Amazonomachie, combat des Amazones contre les Grecs, comme sur  les frises du temple de Bassae ou celles du mausolée d'Halicarnasse.  Le relief a également été comparé à l'Amazone blessée, copie d'après les originaux de Phidias (corps) et de Polyclète (tête) conservée aux musées du Capitole à Rome.

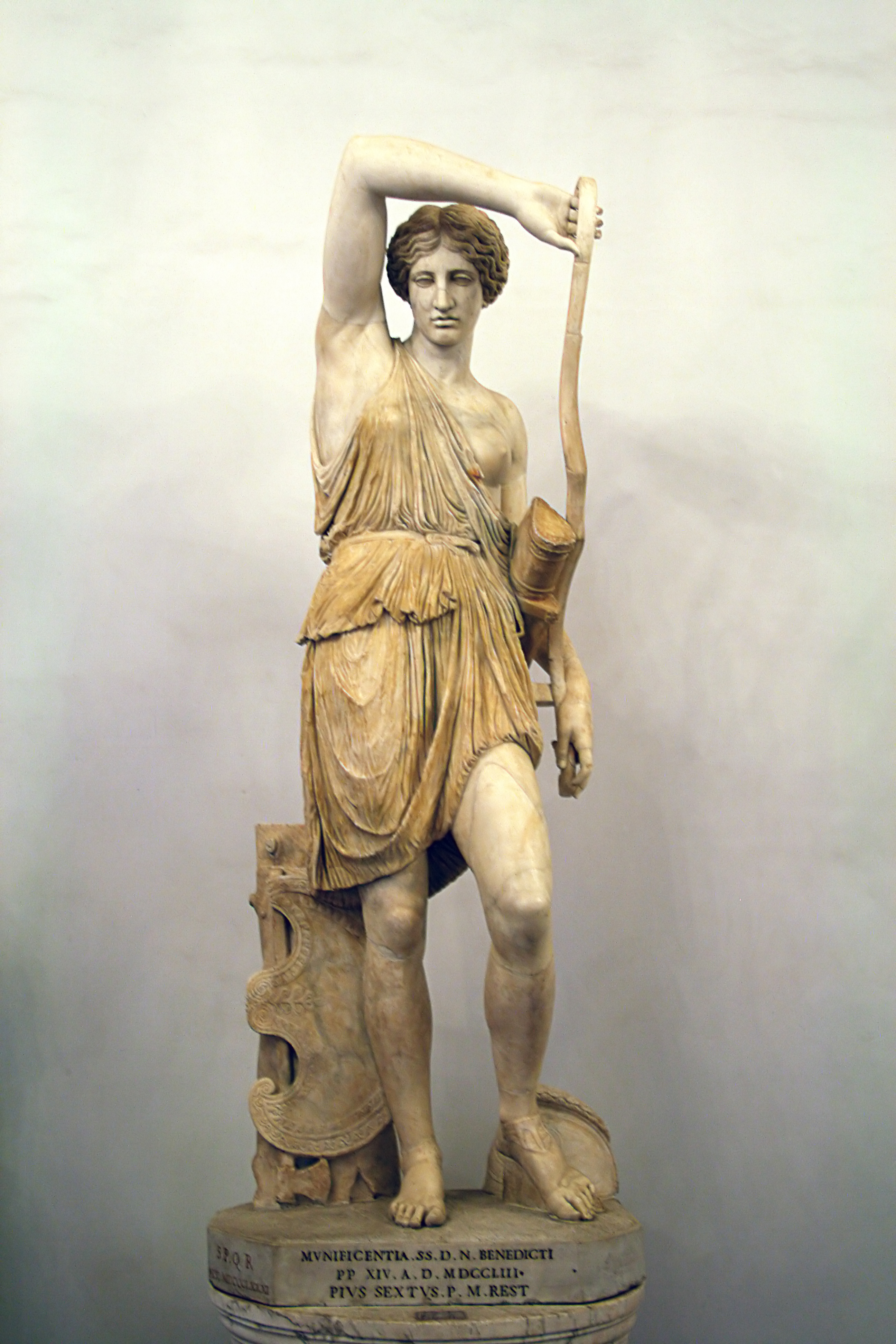
Amazone blessée, Musées du Capitole Rome
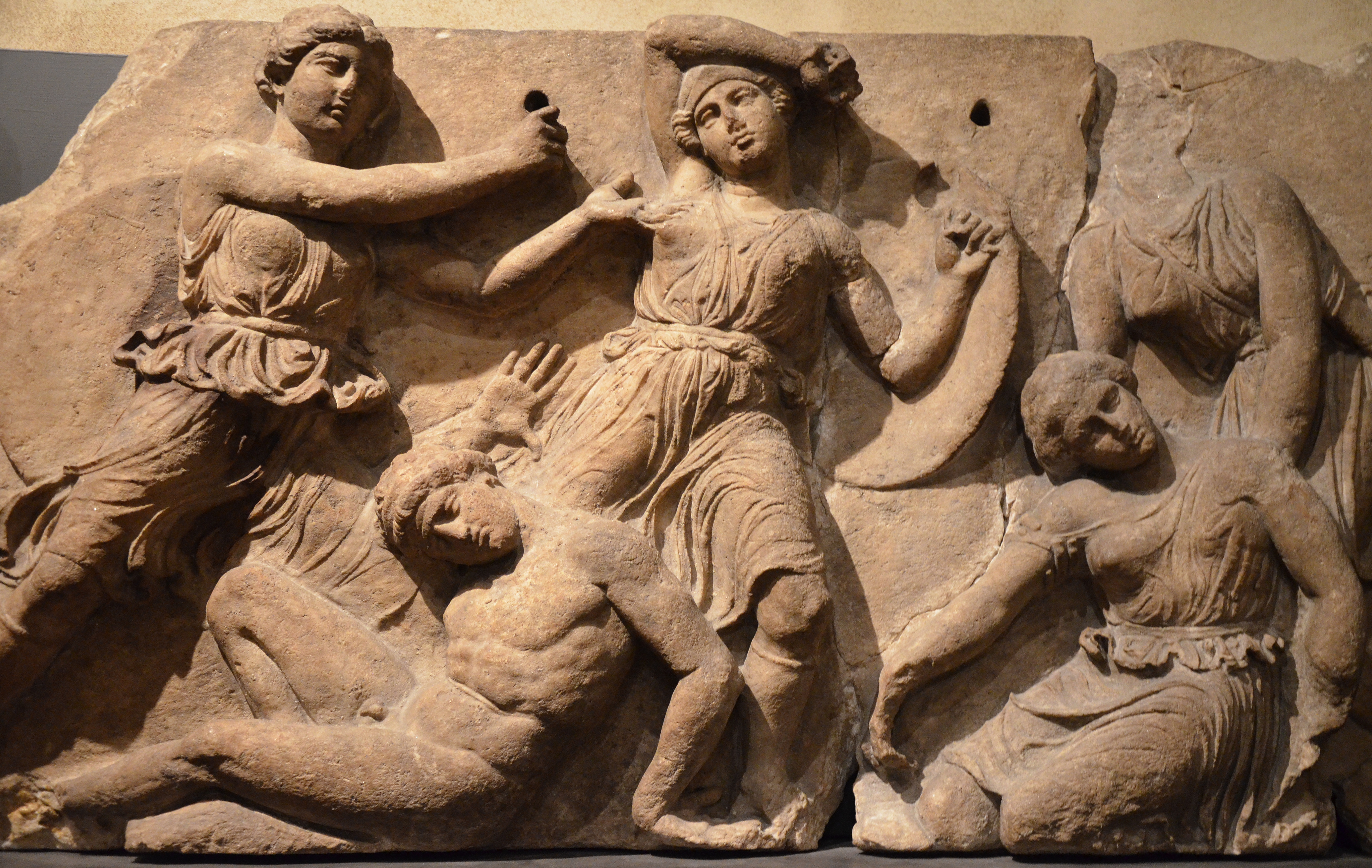
Détail de la frise du temple d'Apollon de Bassae, British Museum
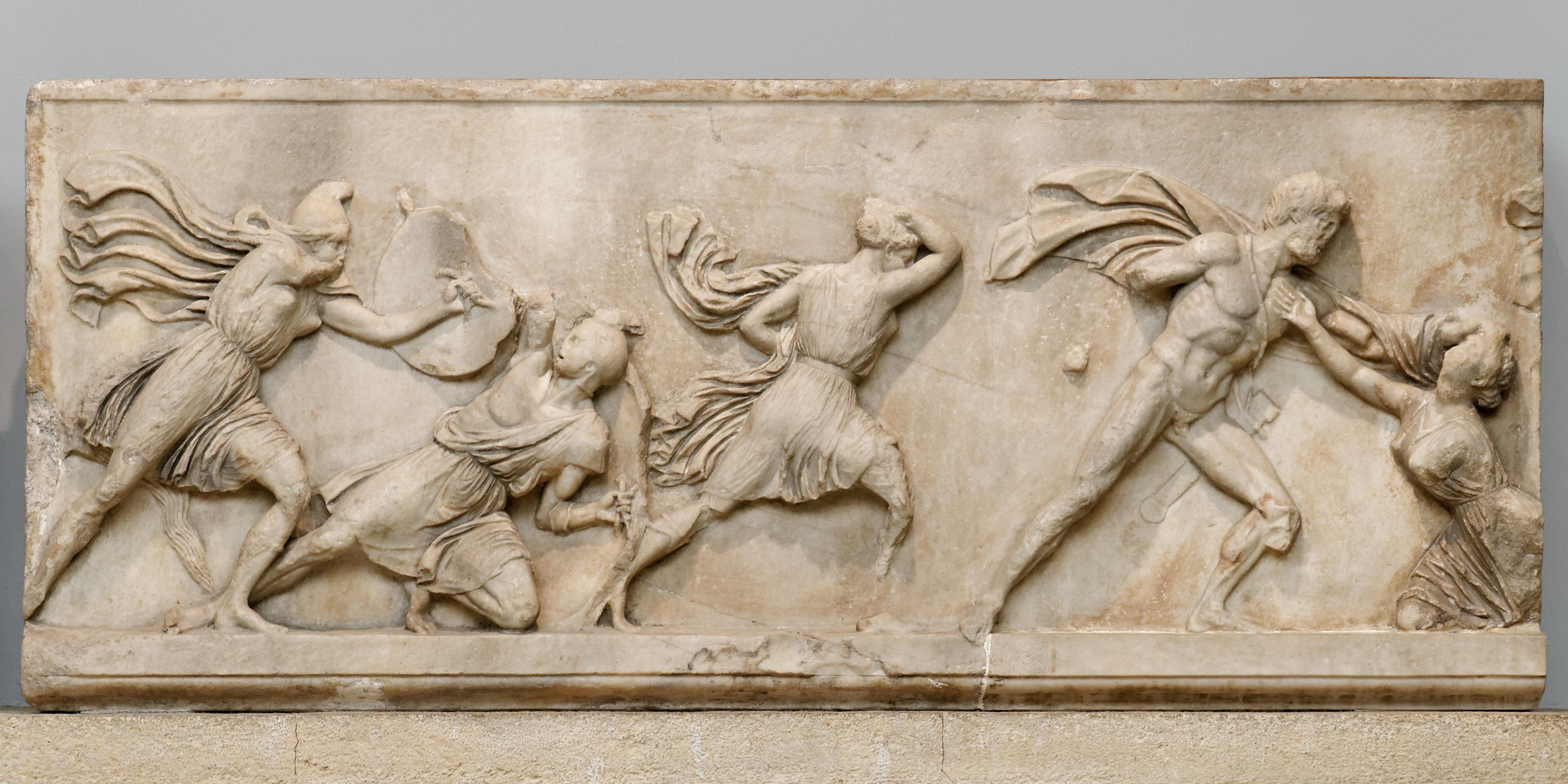
Détail de la frise du mausolée d'Halicarnasse, British Museum